# Бюрон
Бюрон (нем. Büron) — коммуна в Швейцарии, в кантоне Люцерн.
Входит в состав округа Зурзее. Население составляет 1951 человек (на 31 декабря 2006 года). Официальный код — 1082.

## История
Впервые упоминается в 1130 году под именем Буррон.
Сельское хозяйство традиционно превалирует в местной экономике, однако с 1912 года, когда здесь пролегла железная дорога, началось и промышленное развитие коммуны. Текстильное производство возникло намного раньше — в XVII веке.

## Демография
Население по годам:
| год  | население |
| ---- | --------- |
| 1631 | 632       |
| 1745 | 838       |
| 1798 | 1128      |
| 1850 | 1157      |
| 1900 | 926       |
| 1950 | 1063      |
| 2000 | 1895      |